# Die Zigarren des Pharaos

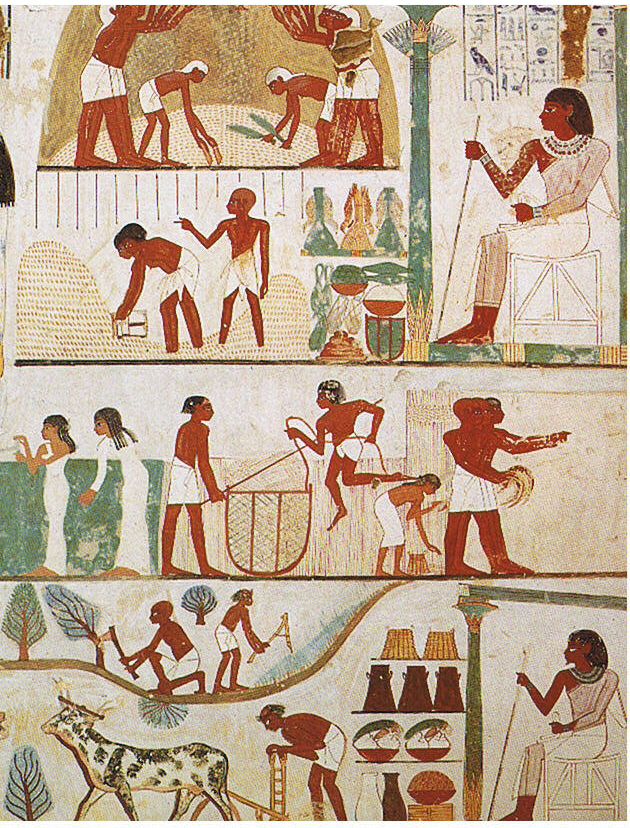
Im Band finden sich diverse Zeichnungen ägyptischer Fresken, unter anderem auch auf der Titelseite

Die Zigarren des Pharaos (französischer Originaltitel: Les Cigares du pharaon) ist das vierte Tim-und-Struppi-Album des belgischen Zeichners Hergé. Es erschien zwischen dem 8. Dezember 1932 und dem 8. Februar 1934 als Schwarz-Weiß-Fassung im Le Petit Vingtième unter dem ursprünglichen Titel Tintin en Orient. Die farbige Albumausgabe wurde 1955 publiziert.

## Handlung
Tim und sein Hund Struppi unternehmen eine Mittelmeer-Kreuzfahrt. Dort begegnen sie einem ziemlich verwirrten Professor, der angeblich die Lage des Grabes des Pharaos Kih-Oskh in Ägypten kennt. Er ist überzeugt davon, das Grab erreichen zu können, obwohl alle, die es vor ihm versucht haben, spurlos verschwanden. Nachdem Tim Bekanntschaft mit einem Milliardär namens Rastapopoulos gemacht hat, wird in seiner Kabine Kokain gefunden und Tim von Schulze und Schultze verhaftet.
Tim gelingt die Flucht und er erreicht Port Said. Zusammen mit dem verwirrten Professor findet er tatsächlich das gesuchte Grab und beide graben es aus. Der Professor ist plötzlich verschwunden. Tim sucht ihn und findet das Zeichen des Pharaos. Als er dagegen drückt, öffnet sich eine Tür und Tim und Struppi steigen hinein, um nach dem Professor zu suchen. Darin entdeckt er die Mumien all der Professoren, die das Grab schon zuvor entdeckt hatten. Am Ende der Reihe von Sarkophagen finden sich drei leere: einer für den Professor, einer für Tim und einer für Struppi. Kurz darauf entdeckt er Zigarren mit einem seltsamen Signet. Doch Tim wird narkotisiert und in einem Sarkophag an Bord eines Schiffes geladen. Weil die Küstenwache auftaucht – und sich in den Särgen eigentlich Drogen befinden sollten – wird er in der Nacht über Bord geworfen. Ein kleines Schiff rettet ihn aus dieser misslichen Lage.
Später findet er an Bord dieses Schiffes geschmuggelte Waffen. Wieder tauchen die Schultzes auf und beschuldigen natürlich Tim des Schmuggels. Erneut kann er fliehen, muss aber durch die arabische Wüste entkommen. Als er endlich auf eine Stadt trifft, wird dort gerade der Krieg ausgerufen, weil der Scheich angegriffen worden sei – durch die Tollpatschigkeit der Schulzes. Tim wird zur Armee eingezogen, wo er mehr der verdächtigen Zigarren findet, aber bei angeblicher Spionage erwischt und zum Tode verurteilt wird. Im Morgengrauen wird er erschossen.
In der Nacht öffnen Unbekannte Tims Grab. Er ist wohlauf, denn die Gewehre waren mit Platzpatronen geladen. Als Retter stellen sich die Schultzes heraus, denn sie hatten selbst den Befehl, Tim zu verhaften. Die Armee heftet sich jedoch an Tims und der Schultzes Fersen, woraufhin Tim ein Flugzeug stiehlt. Mittlerweile über indischem Urwald, stürzt er ab, weil der Treibstoff ausgeht. Dort trifft er zu seinem großen Erstaunen auf das Zeichen des Pharaos und den verwirrten Professor.
Tim macht sich zu einem Buschhaus eines Weißen auf, wo am Abend allerlei merkwürdige Dinge geschehen. So verschwindet ein zeremonieller Dolch, es ist von Geistern die Rede und ein Fakir schleicht herum. Bei seinen weiteren Recherchen erfährt Tim, dass eine Bande von internationalen Drogenschmugglern ihn beseitigen möchte. Als Tim den Professor und einen ebenfalls verrückt gewordenen Informanten im Spital abliefern will, wird er, wegen eines gefälschten Einlieferungsschreibens, selbst eingesperrt. Wieder muss er fliehen. Es folgt eine wilde Jagd quer durch den Dschungel, an deren Ende er auf den Maharadscha von Gaipajama trifft.

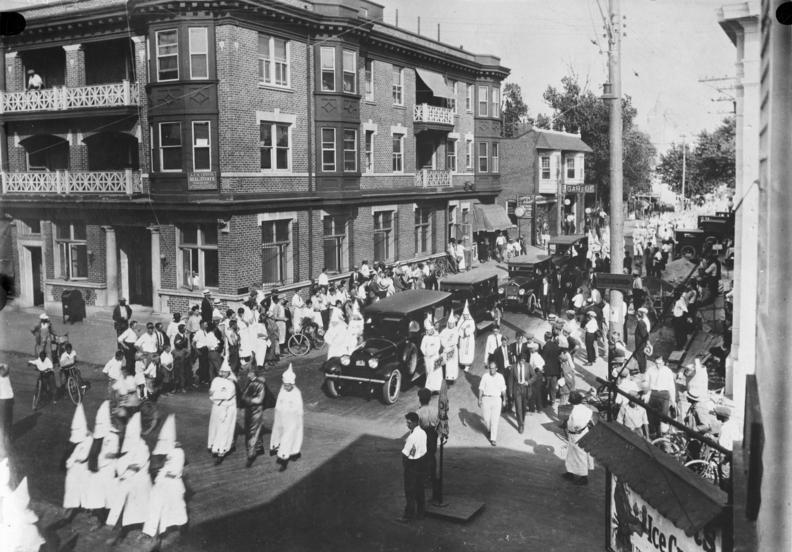
Die Mitglieder des Drogenhändlerrings kleiden sich wie die Personen unten links in diesem Bild.

Vom Maharadscha erfährt Tim, dass dieser wohl das nächste Opfer sein werde, denn er habe sich vorgenommen, gegen den Rauschgifthandel in seinem Land vorzugehen, wie sein Vater und sein Bruder. Beide wurden ebenfalls verrückt. Tim weiß, dass sie von einem Giftpfeil getroffen worden waren, und stellt den Rauschgifthändlern eine Falle. Er landet in einer Versammlung, in der alle wie Ku-Klux-Klan-Mitglieder gekleidet und maskiert sind, damit sie sich gegenseitig nicht erkennen können. Ihre Gewänder sind in der farbigen Fassung allerdings nicht weiß, sondern lila und tragen das Zeichen von Kih-Oskh auf der Brust. Tim überlistet die Gruppe und die Schultzes tauchen gerade rechtzeitig auf, um die Gangster zu verhaften. Nur dem ominösen Fakir gelingt die Flucht. Er kidnappt mit einem Komplizen den Sohn des Maharadschas und flieht. Tim verfolgt die beiden ins Gebirge, wo der Fakir von einem Felsen niedergeschlagen wird. Der Unbekannte jedoch stürzt von einem Felsvorsprung in eine Schlucht.
Bei der Rückkehr wird Tim als Held gefeiert. Er findet auch endlich heraus, was die Zigarren mit dem Drogenschmuggel zu tun haben: Statt Tabak enthalten diese Opium. Noch bleibt aber das Problem, die verrückt gewordenen Personen zu heilen. Die Geschichte geht deshalb in Der Blaue Lotos weiter.

## Hintergrund
Mit diesem Werk erhalten die Figuren Hergés langsam ihre Reife. In diesem Band werden auch Tims Erzfeind Rastopopoulos und die beiden Schul(t)zes (im Original Dupont und Dupond) eingeführt, womit die „Galerie“ der zentralen Figuren in der Reihe fast komplett ist. Die Idee für das Aussehen der beiden tollpatschigen Detektive entlehnte Hergé wahrscheinlich einem Titelblatt des Wochenmagazins Le Miroir vom 2. März 1919, auf dem zwei sehr ähnliche Detektive mit Melonen einen Verdächtigen abführen. 
Die ursprüngliche Fassung von „Die Zigarren des Pharaos“ erschien zwölf Jahre nach der Entdeckung von Tutanchamuns Grab, die großes Interesse an Ägyptologie aufkommen ließ. Das Verschwinden der Ägyptologen in der Geschichte ist eine Anspielung auf den angeblichen Fluch des Pharao. Hergés Zeichnungen des inneren des ägyptischen Tempels sind mit Hieroglyphen und Fresken verziert, die denjenigen aus den Ausgrabungsstätten in nichts nachstehen. Auch im Übrigen sind die Details der Zeichnungen sehr realistisch gehalten. Ein Minarett etwa in Port Said wurde einer zeitgenössischen Fotografie exakt nachgezeichnet, die Uniformen der Soldaten der Arabischen Liga entsprechen denjenigen jener Zeit und die De Havilland DH.80 Puss Moth, mit der Tim fliehen muss, ist auf Bildern des saudischen Königs Faisal I. zu erkennen, die Hergé vorlagen. 
Hergé karikiert in seinem Band auch die englischen Besatzer Indiens. Die Party, auf die Tim eingeladen wird, wird von diversen Personen besucht, die die Archetypen der englischen Kolonialherren darstellen, von ihrem Aussehen über ihren Lebensstil bis zur Einrichtung des Bungalows.

## Unterschiede zwischen der 1930er und der 1950er Version
Wie die meisten Tim-und-Struppi-Bände wurde auch dieser mehrfach überarbeitet und neu herausgegeben. Die farbige Albumausgabe, die heute verbreitet ist, erschien 1955. Erkennbar ist sie unter anderem auch an der letzten Zeichnung auf Seite 15, als Scheich Patrash Pasha Tim die Bewunderung für seine Abenteuer zeigt. Im Original zeigt der Diener den Band Tim in Amerika vor, während in der Albumausgabe von 1955 die Titelseite von Reiseziel Mond zu sehen ist, obwohl jener Band nach den Zigarren des Pharaos handelt. 
Zwischen der alten und neuen Version bestehen folgende Unterschiede:
| Szene | Alte Edition | Neue Edition                                   |
| --- | --- | ---------------------------------------------- |
| Tim kollidiert am Anfang mit einem Seemann. | Aus Wut verpasst er diesem ein blaues Auge. | Die beiden kollidieren nur.                    |
| Tim besucht eine Stadt als Araber verkleidet. | Tims Reise führt nach Mekka. Tim verkleidet sich, da es nur Muslimen erlaubt ist die Stadt zu betreten.                                                                                       | Die Stadt hat keinen Namen.                    |
| De Figueira taucht auf. | De Figueira erzählt, dass er Europa wegen der großen Weltwirtschaftskrise verlassen habe. | Er sagt dazu nichts.                           |
| Das Drogenkartell ist auch in den Schmuggel von Waffen an Araber verwickelt.                                                                               | Rastapopoulos erzählt Tim, dass ihn hohe Stellen darum gebeten hätten, die Augen nach Waffenschmugglern offenzuhalten. De Figueira und der waffenschmuggelnde Kapitän waren früher Komplizen. | Nur der waffenschmuggelnde Kapitän taucht auf. |
| Tim entdeckt unterhalb der Villa eine Falltür, die zu einer Schlangengrube führt und einen Pool mit Krokodilen.                                            | Szene enthalten | Szenen komplett gestrichen                     |
| Auf seiner Flucht bringt der Fakir Sprengfallen an. | Szene enthalten | Szenen komplett gestrichen                     |
| Der Fakir setzt nachts eine Kobra in Tims Zimmer. Struppi kann mithilfe eines Grammophons die Kobra besänftigen und gleichzeitig Tim aufwecken und warnen. | Szene enthalten | Szenen komplett gestrichen                     |